# 유정애
유정애(1968년 ~ )는 대한민국 여자 농구 국가대표팀 선수였다. 포지션은 가드이다. 숭의여자고등학교 재학 중 청소년 대표로 활동했으며 1987년에 고교를 졸업하고 실업팀 선경에 연고선수로 입단했다. 1990년 베이징 아시안게임 금메달리스트이다. 1993년 은퇴했다.

## 경력
- 숭의여자고등학교
- 선경
- 숙명여자대학교